# Света Анастасија Сремска
Света Анастасија је хришћанска светитељка и мученица настрадала у Сирмијуму.
О њеном животу се мало тога поуздано зна, осим да је убијена у Диоклецијановим прогонима хришћана. Већина прича о њој је настало вековима након њене смрти. Неке преносе да је била рођена Римљанка, док друге наводе да је рођена у Сирмијумској области.
Анастасија је, према некима, рођена у Риму у дому сенаторском и богатом, од оца паганина и мајке хришћанке. Од ране младости је постала хришћанка. Отац ју је приморао да се уда за паганског властелина Публија. Иако је била у браку са њим, Анастасија је одбијала да има сексуалне односе са њим. Због тога њу је муж мучио затвором и глађу. Када је сазнао да она тајно одлази у тамнице у посете хришћанским мученицима још више је почео да је мучи. После неког времена Публије је послат у Персију и удавио се на путу. Тада је света Анастасија почела слободно да служити мученим хришћанима и да сиромасима дели милостињу од свог великог наследства. Потом је Анастасија отишла у Македонију, где је помагала гоњеним хришћанима. Тамо је препозната као хришћанка због чега је ухваћена и вођена на саслушања и мучења код разних судија. Хришћани верују да када је неки началник жречева Улпијан хтео да има сексуалну везу са њом, наједном ослепео и умро. Хришћани верују да је осуђена на смрт глађу и да је у тамници живела тридесет дана без хране. Потом је стављена у лађу са још неколико хришћана да буде потопљена, али Бог њу је и од те смрти. На крају је над ватром привезана ногама и рукама за четири коца и тако је преминула 304. године.
Српска православна црква слави је 22. децембра по црквеном, а 4. јануара по грегоријанском календару.